# Pygarctia lorula
Pygarctia lorula är en fjärilsart som beskrevs av Dyar 1914. Pygarctia lorula ingår i släktet Pygarctia och familjen björnspinnare. Inga underarter finns listade.